# Coupe de France 1995/96
Der Wettbewerb um die Coupe de France in der Saison 1995/96 war die 79. Ausspielung des französischen Fußballpokals für Männermannschaften. In diesem Jahr meldeten 5.847 Vereine.
Titelverteidiger war Paris Saint-Germain, der im Achtelfinale gegen den späteren Gewinner der Trophäe, die Association de la Jeunesse Auxerroise, ausschied. Für Auxerre war dies der zweite Pokalsieg bei der dritten Finalteilnahme seit 1979. Da der „Provinzklub“ aus dem Burgund in dieser Saison auch Meister wurde, gewann er als zehnter Verein in der Geschichte des französischen Fußballs zudem den Doublé. Endspielgegner Nîmes Olympique, inzwischen nur noch drittklassig spielend, stand in seinem dritten Finale und verlor (wie 1958 und 1961) auch diesmal.
Die Zweitdivisionäre machten wieder einmal auf sich aufmerksam; im Achtelfinale waren noch sechs von ihnen vertreten. Den Rekord von 1980, als drei der vier Halbfinalisten aus der zweiten Liga kamen, erreichten sie allerdings nicht. Von den Amateurvertretern trumpften neben Olympique Nîmes zwei weitere Drittligisten (Sporting Toulon und der ehemalige Eisenbahnersportverein Cheminots Thouars) sowie insbesondere der fünftklassige lothringische CS Blénod auf, der sich aufgrund zweier Siege über Erstdivisionäre ebenfalls im Achtelfinale wiederfand.
Nach Abschluss der von den regionalen Untergliederungen des Landesverbands FFF organisierten Qualifikationsrunden griffen im Zweiunddreißigstelfinale auch die 20 Erstligisten ein. Die Spielpaarungen und das jeweilige Heimrecht wurden für jede Runde frei ausgelost; allerdings besaßen Klubs, die mindestens zwei Ligen unterhalb ihres Gegners spielten, automatisch Heimrecht. Als weitere Neuerung wurde (bis einschließlich 1997/98) die „blaue Karte“ für diejenige Mannschaft eingeführt, die in der Fairnesswertung der Coupe vorne lag; dieses Team erhielt in der folgenden Runde ebenfalls die Möglichkeit, vor eigenem Publikum zu spielen. Außerdem verzichteten gelegentlich Amateure für Geld auf ihr Heimrecht.
Generell war jeweils nur eine Begegnung vorgesehen; stand diese nach 90 Minuten unentschieden, wurde sie verlängert und der Sieger ggf. anschließend durch ein Elfmeterschießen ermittelt.

## Zweiunddreißigstelfinale
Spiele am 13., 14. und 20. Januar 1996. Die Vereine der beiden professionellen Ligen sind mit D1 bzw. D2 bezeichnet, diejenigen der semiprofessionellen Ligue National mit N1, die reinen Amateurligen (Niveaus 4 bis 6) mit N2, N3 oder DH („Division d’Honneur“).
| - US Marseille-Endoume Catalans N3 – Olympique Marseille D2 0:2 - Sporting Toulon N1 – FC Pau N2 2:1 - US Valenciennes N1 – RC Strasbourg D1 1:2 n. V. - AS Saint-Étienne D1 – US Saintes N3 5:0 - Stade Pontivy N2 – FC Trélissac N1 2:0 - Paris Saint-Germain D1 – LB Châteauroux D2 3:1 - Chamois Niort D2 – EA Guingamp D1 2:2 n. V. (7:6 i. E.) - Stade Brest 29 N1 – OGC Nizza D2 1:1 n. V. (3:4 i. E.) - Olympique Saint-Quentin N3 – FC Nantes D1 1:7 - Stade Rennes D1 – AS Nancy D2 1:2 - ES Pacy-Vallée-de-l’Eure N3 – HSC Montpellier D1 1:2 - AS Monaco D1 – RC Lens D1 1:0 n. V. - FC Gueugnon D1 – ASOA Valence D2 1:2 - US La Fléche N3 – FC Martigues D1 1:3 - Nozay Omnisports DH – Cheminots Thouars N1 0:2 - FC Pont de Roide-Vermondans N3 – Girondins Bordeaux D1 1:4 | - UC Le Mans D2 – US Créteil N1 1:0 - AS Salbris N3 – Le Havre AC D1 0:3 - Stade Laval D2 – Stade Poitiers D2 4:1 - Toulouse Fontaines Club N2 – FC Istres N1 0:1 - AS Cannes D1 – FC Perpignan D2 5:1 - SM Caen D2 – SC Amiens D2 3:2 n. V. - FC Saint-Leu N1 – OSC Lille D1 0:1 - CS Blénod N3 – SC Bastia D1 1:0 - Olympique Lyon D1 – AJ Auxerre D1 0:1 - FC Saint-Lô N2 – SCO Angers D2 1:3 - US Charnay N3 – FC Metz D1 1:3 - US Dunkerque D2 – FC Sochaux D2 1:3 - SG Marienau DH – FCO Dijon N1 1:4 - US Raon N3 – AS Poissy N2 0:1 - FC Mulhouse D2 – FCSR Haguenau N1 3:2 n. V. - Olympique Nîmes N1 – AS Saint-Priest N2 3:1 |

## Sechzehntelfinale
Spiele am 2., 3. und 14. Februar 1996
| - Sporting Toulon N1 – Girondins Bordeaux D1 3:2 n. V. - Stade Pontivy N2 – Olympique Marseille D2 0:2 - Paris Saint-Germain D1 – SCO Angers D2 2:0 - Chamois Niort D2 – FC Mulhouse D2 1:1 n. V. (4:2 i. E.) - OGC Nizza D2 – Stade Laval D2 0:1 n. V. - FC Nantes D1 – AS Monaco D1 2:2 n. V. (4:5 i. E.) - AS Nancy D2 – OSC Lille D1 0:0 n. V. (2:4 i. E.) - HSC Montpellier D1 – FC Istres N1 2:1 | - ASOA Valence D2 – FCO Dijon N1 3:0 - Cheminots Thouars N1 – FC Martigues D1 1:0 n. V. - UC Le Mans D2 – AJ Auxerre D1 0:2 - AS Cannes D1 – FC Sochaux D2 0:1 - CS Blénod N3 – Le Havre AC D1 1:1 n. V. (4:3 i. E.) - FC Metz D1 – SM Caen D2 0:1 - AS Poissy N2 – RC Strasbourg D1 0:0 n. V. (2:4 i. E.) - Olympique Nîmes N1 – AS Saint-Étienne D1 3:1 |

## Achtelfinale
Spiele zwischen 23. und 28. Februar 1996
| - Sporting Toulon N1 – HSC Montpellier D1 1:1 n. V. (1:4 i. E.) - Chamois Niort D2 – RC Strasbourg D1 0:1 - OSC Lille D1 – AS Monaco D1 1:1 n. V. (5:4 i. E.) - ASOA Valence D2 – Stade Laval D2 1:0 | - Cheminots Thouars N1 – Olympique Nîmes N1 0:2 - AJ Auxerre D1 – Paris Saint-Germain D1 3:1 - CS Blénod N3 – Olympique Marseille D2 0:2 - SM Caen D2 – FC Sochaux D2 5:0 |

## Viertelfinale
Spiele am 16./17. März 1996
| - HSC Montpellier D1 – SM Caen D2 1:0 - ASOA Valence D2 – AJ Auxerre D1 0:2 | - Olympique Nîmes N1 – RC Strasbourg D1 3:2 n. V. - Olympique Marseille D2 – OSC Lille D1 1:0 |

## Halbfinale
Spiele am 13. bzw. 14. April 1996
| - Olympique Nîmes N1 – HSC Montpellier D1 1:0 | - Olympique Marseille D2 – AJ Auxerre D1 1:1 n. V. (1:3 i. E.) |

## Finale
Spiel am 4. Mai 1996 im Pariser Prinzenparkstadion vor 44.921 Zuschauern
- AJ Auxerre – Olympique Nîmes 2:1 (0:1)

### Mannschaftsaufstellungen
AJ Auxerre: Lionel Charbonnier – Alain Goma, Taribo West, Laurent Blanc, Franck Rabarivony – Philippe Violeau, Moussa Saïb (Christophe Cocard, 87.), Corentin Martins , Sabri Lamouchi – Lilian Laslandes, Bernard Diomède
Trainer : Guy Roux
Olympique Nîmes: Philippe Sence – Franck Touron, Antoine Préget, Olivier Bochu, Jean Ecker – Cyril Jeunechamp (Ludovic Gros, 92.), Christophe Zugna (Anthony Vosahlo, 36.), Omar Belbey, Christian Perez – Abder Ramdane (Éric Sabin, 68.), Nicolas Marx
Trainer : Pierre Barlaguet
Schiedsrichter: Bernard Saules (Rodez)

### Tore
0:1 Belbey (26.)

1:1 Blanc (53.)

2:1 Laslandes (88.)

### Besondere Vorkommnisse
Olympique Nîmes war der erste Drittligist seit Einführung des Profifußballs in Frankreich (1932), der ein Pokalendspiel erreicht hatte. Erster Amateurverein war er allerdings nicht: in der Saison 1932/33, als es nur eine Profiliga gab, hatte Racing Roubaix das gleiche Kunststück vollbracht; allerdings spielte Roubaix damals in der zweithöchsten Liga des Landes.
Trainer Barlaguet war bei allen drei verlorenen Pokalendspielen von Olympique Nîmes dabei, 1958 und 1961 noch als Spieler. Da Auxerre an der Champions League teilnahm, konnte er 1996/97 mit seiner Elf dennoch im Europapokal der Pokalsieger antreten, die dort bis ins Achtelfinale kam.